# Canteloup, Calvados

Canteloup este o comună în departamentul Calvados, Franța. În 1 ianuarie 2022 avea o populație de 189 de locuitori.